# Abel González Chávez
Abel González Chávez (Barranquilla, 26 de julio de 1943-27 de agosto de 2019) fue un presentador de radio y televisión colombiano. De 1996 a 2019, González presentó un programa de radio diario en Emisora Atlántico llamado Satélite.

## Trayectoria
González nació Abel Antonio González Chávez en Barranquilla, Colombia. Estudió en el Colegio Colón. De joven comenzó a trabajar en los medios de Barranquilla. Su padre era aficionado a la radio y un cantante aficionado. La atmósfera de radio en Barranquilla durante la década de 1950 lo marcó para siempre. Animado por Marcos Pérez Caicedo, inicialmente intentó convertirse en locutor. En 1964 aprobó un examen en Bogotá y finalmente recibió su licencia de radio. Sus principales influencias fueron Marcos Pérez Caicedo, Gustavo Castillo y Juan Illera Palacio. Otras personalidades de la radio que también lo influenciaron fueron Carlos Consuegra Donado y Tomás Barraza Manotas.
Su primer trabajo fue como disc jockey para la estación de radio variedades, y más tarde practicó en Radio Reloj. Fue locutor comercial y asistente de Édgar Perea en la estación de radio Riomar, redactor y ejecutivo de cuentas de Sonovista Advertising Co. y columnista del periódico El Heraldo. En 1971, junto con Édgar Perea, Fabio Poveda, Jorge Humberto Klee, Chaco Senior y Cheíto Feliciano, creó la estación de radio Panamericana de la Costa (de la estación de radio Sutatenza) durante los Juegos Panamericanos en Cali para transmitir los juegos para la región Caribe colombiana.
A fines de 1977, González fue a Bogotá y comenzó a trabajar en Punch Televisión. Fue comentarista de la Copa Mundial de Fútbol de 1978. 1978 fue el año en que comenzó la televisión en color en Colombia. Trabajó como director comercial de Caracol en Cali, como locutor de radio para Todelar en Barranquilla y para Sutatenza en Bogotá.
A principios de la década de 1980, presentó el programa de boxeo "Suena la campana" en la televisión nacional. A finales de esa década, presentó el programa de variedades "Sábados Espectaculares" en el canal regional Telecaribe, donde fue conocido como "El hombre del sombrero" y con el que ganó el Premio India Catalina. En 1988 ganó el Premio Nacional Postobón por su documental "Campeón a la colombiana, campeón a la americana", donde describió las diferencias en recursos y medios entre un campeón de boxeo estadounidense como Sugar Ray Leonard y el campeón de boxeo colombiano Fidel Bassa. De 1984 a 1994 fue anfitrión del programa de radio "La Verdad" en Emisora Atlántico. En 1995 fue anfitrión de "Tempranito y de Mañana" en la Uniautónoma Estéreo de Barranquilla.
Fue un pionero de las TIC, comenzando y evolucionando en el tema de la tecnología en la región costera.